# بزرگراه آزادگان
بزرگراه آزادگان یا بزرگراه کمربندی تهران با شماره بزرگراه ۴۸ یکی از بزرگراه‌های تهران است که جهت شرقی-غربی دارد. این بزرگراه که در جنوب شرق، جنوب و جنوب غرب تهران واقع شده، از سه‌راه افسریه‌ در تقاطع با بزرگراه‌های امام رضا، بعثت و بسیج آغاز شده و به تقاطع با بزرگراه‌های آیت‌الله مهدوی کنی و فتح منتهی می‌شود.

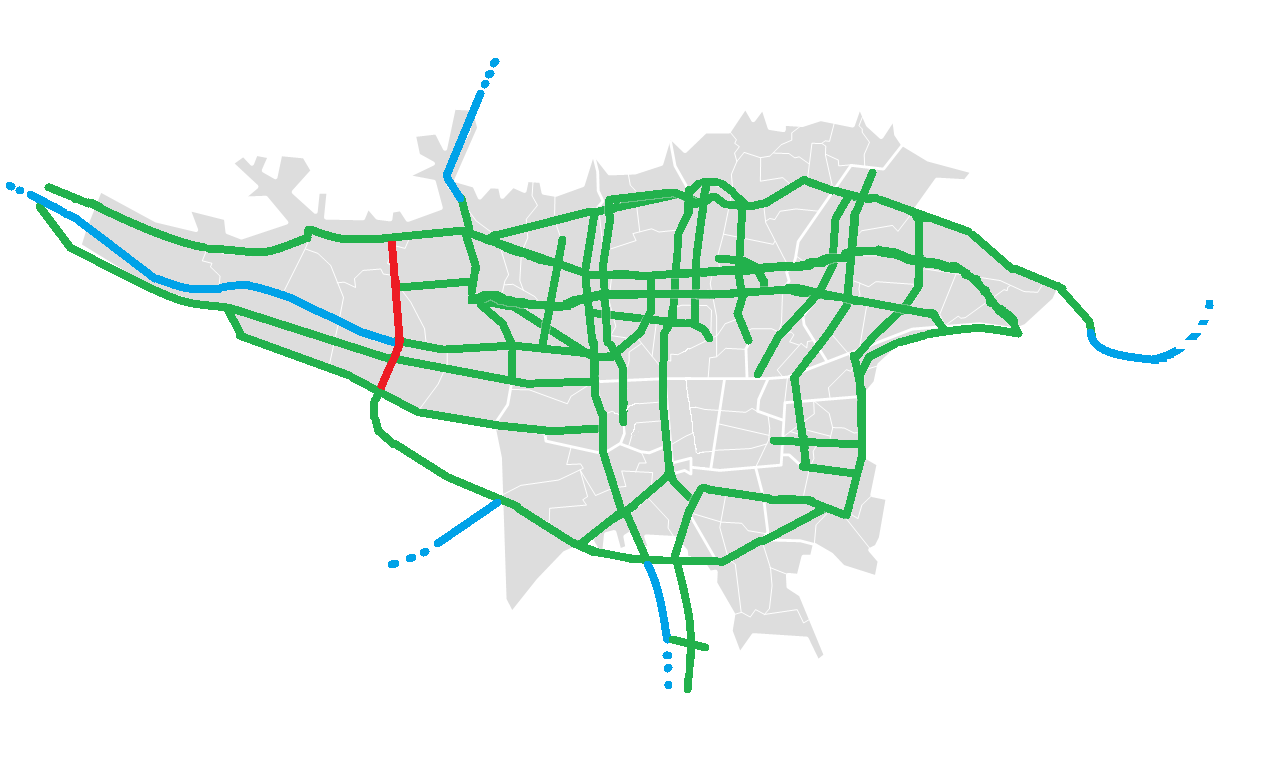
بزرگراه مهدوی کنی (سرخ) از سال ۱۳۹۵

این بزرگراه به دلایل مختلف از جمله عبور عابرین پیاده از عرض جاده به جای استفاده آنان از پل هوایی، حادثه خیزترین محور تهران است. رتبه دوم و سوم به ترتیب متعلق به بزرگراه امام علی و بزرگراه فتح است.

## تاریخچه
طبق اسناد موجود در معاونت فنی و عمرانی شهرداری تهران، در دوره پهلوی و در سال ۱۳۵۰ برای تکمیل شبکه آزادراهی بین استانی کشور در محدوده شهر تهران و همچنین تقویت شبکه سریع شهر تهران، تهیه طرح اجرایی آزادراه کمربندی جنوب که هم اکنون به بزرگراه آزادگان معروف است، آغاز شد.
با اینکه طرح اولیه ساخت این بزرگراه در دهه ۵۰ کلید خورد، ولی بدلیل وقوع انقلاب ۱۳۵۷ ساخت آن چند دهه بعد آغاز شد.

## موقعیت بزرگراه
این بزرگراه بعد از تقاطع با بزرگراه متوسلیان در حرکت به‌سمت شرق، به ترتیب با این بزرگراه‌ها تقاطع دارد:
- آزادراه تهران-ساوه
- بزرگراه آیت‌الله سعیدی (جاده ساوه)
- آزادراه خلیج فارس (تهران-قم) در میدان جهاد
- بزرگراه بهشت زهرا
- بزرگراه بروجردی
- بزرگراه شهید رجایی
- بزرگراه شهید نجفی رستگار
- سه‌راه افسریه (بسیج مستضعفین)

بزرگراه آزادگان در پهنه غرب تا جنوب شهر قرار دارد و از سمت غرب به جنوب شرقی پایتخت کشیده شده است. این بزرگراه از غرب به بزرگراه آیت‌الله مهدوی کنی بعد از تقاطع بزرگراه متوسلیان وصل و از جنوب شرق به سه‌راه افسریه (بسیج مستضعفین) ختم می‌شود. در اصطلاحات ترافیکی این بزرگراه به نوعی یک شاهراه نامیده می‌شود که از راه‌های ورودی و خروجی پایتخت و کمربندی شهر تهران نیز به حساب می‌آید. بزرگراه آزادگان از طریق بزرگراه رجایی به شهر ری هم متصل می‌شود تا به نوعی یک مسیر اساسی برای مسافرانی که قصد دارند از محدوده تهران خارج شوند به حساب بیاید. بار اصلی ترافیک این بزرگراه در روزهای تعطیل و پایانی هفته است.
در گذشته به این بزرگراه کمربندی گفته می‌شد.

## تقاطع‌ها
| از شرق به غرب                    | از شرق به غرب                                            | از شرق به غرب |
| -------------------------------- | -------------------------------------------------------- | ------------- |
| سه‌راه افسریه                     | بزرگراه امام رضا بزرگراه بعثت بزرگراه بسیج خیابان خاوران |               |
|                                  | بلوار امام رضا شهرک شهید بروجردی                         |               |
|                                  | بلوار بوعلی شهرک مشیریه                                  |               |
|                                  | بزرگراه امام علی                                         |               |
|                                  | بزرگراه نجفی رستگار                                      |               |
|                                  | بلوار رجب‌نیا                                             |               |
|                                  | خیابان فدائیان اسلام                                     |               |
|                                  | بلوار دستواره                                            |               |
|                                  | بلوار شهید رجایی                                         |               |
|                                  | بازار آهن تهران                                          |               |
|                                  | بزرگراه تندگویان بزرگراه هاشمی                           |               |
|                                  | بلوار نور                                                |               |
| میدان مرکزی میوه و تره بار تهران |                                                          |               |
|                                  | بزرگراه کاظمی آزادراه تهران-قم (خلیج فارس)               |               |
|                                  | خلازیر                                                   |               |
|                                  | ورزشگاه کاظمی (اختصاصی پرسپولیس)                         |               |
|                                  | مرتضی گرد                                                |               |
|                                  | بلوار شقایق                                              |               |
|                                  | بزرگراه سعیدی · جاده ۶۵ (تهران-ساوه)                     |               |
|                                  | کارخانه ایران خودرو دیزل                                 |               |
|                                  | بلوار الغدیر                                             |               |
| دوربرگردان                       |                                                          |               |
|                                  | یافت آباد                                                |               |
|                                  | بلوار هاشمی                                              |               |
|                                  | بزرگراه بروجردی آزادراه تهران-ساوه                       |               |
|                                  | بلوار خلیج فارس                                          |               |
| دوربرگردان                       |                                                          |               |
|                                  | خیابان ابوسعید                                           |               |
|                                  | جاده احمد آباد مستوفی                                    |               |
|                                  | بزرگراه آیت‌الله مهدوی کنی بزرگراه فتح                    |               |
| از غرب به شرق                    |                                                          |               |